# Þrándarjökull
Der Þrándarjökull ist ein kleiner Gletscherschild im Südosten Islands.
Er liegt etwa 20 km östlich vom Vatnajökull und ist 1236 m hoch bei einer Fläche von 22 km². Aus ihm ragt der Berg Sunnutindur (1137 m) hervor. Bäche von seinen Hängen speisen die Flüsse Geithellnaá und im Norden die Hamarsá.
Durch die Klimaerwärmung geht der Gletscher zurück. Seine Ausdehnung betrug 15 Quadratkilometer im Jahr 2012, 17 km² 2003, aber 33,5 km² im Jahr 1890.